# 谢尔盖·卡贝舍夫
谢尔盖·弗拉基米罗维奇·卡贝舍夫（俄语：Сергей Владимирович Кабышев，羅馬化：Sergey Vladimirovich Kabyshev，1963年9月4日—）是俄罗斯政治人物，第八届国家杜马代表。
从萨拉托夫国立法学院毕业后，卡贝舍夫在检察官办公室任职，担任伏尔加格勒检察官助理和伏尔加格勒卫戍区军事检察官办公室调查员。随后，他开始在苏联内务部高等调查学院、伏尔加格勒国立大学、高等经济大学任教。 1998年，他成为莫斯科国立法律大学教授。2021年9月起担任第八届国家杜马代表。

## 制裁
卡贝舍夫于2022年因俄乌战争而受到英国政府制裁。